# Stazione di Kanegafuchi
La stazione di Kanegafuchi (鐘ヶ淵駅?, Kanegafuchi-eki) è una stazione ferroviaria situata nel quartiere di Sumida, a Tokyo, in Giappone, ed è servita dalla linea Tōbu Sky Tree delle Ferrovie Tōbu.

## Linee
Ferrovie Tōbu
● Linea Tōbu Isesaki (Linea Tōbu Sky tree)

## Struttura
La stazione, realizzata in superficie, è dotata di due marciapiedi laterali con due binari in uso e altri due di corsa al centro di essi, per i treni che non fermano. 
| 1 | ● Linea Tōbu Sky Tree | per Kita-Senju, Tōbu Dōbutsukōen, Kuki e Tōbu Nikkō |
| 2 | ● Linea Tōbu Sky Tree | per Hikifune e Asakusa                              |

## Stazioni adiacenti
| «                  | Servizio               | »                  |
| Linea Tōbu Isesaki | Linea Tōbu Isesaki     | Linea Tōbu Isesaki |
| ------------------ | ---------------------- | ------------------ |
| Higashi-Mukōjima   | Locale                 | Horikiri           |
| Higashi-Mukōjima   | Semiespresso sezionale | Horikiri           |
| Higashi-Mukōjima   | Espresso sezionale     | Horikiri           |
| Transito           | Espresso               | Transito           |
| Transito           | Semiespresso           | Transito           |
| Transito           | Rapido                 | Transito           |
| Transito           | Rapido sezionale       | Transito           |